# Ягасури
Ягасури (яп. 矢絣, «Касури со стрелами») — специфическим образом окрашенная японская ткань с узором, напоминающим оперения стрел, а также сам этот узор.

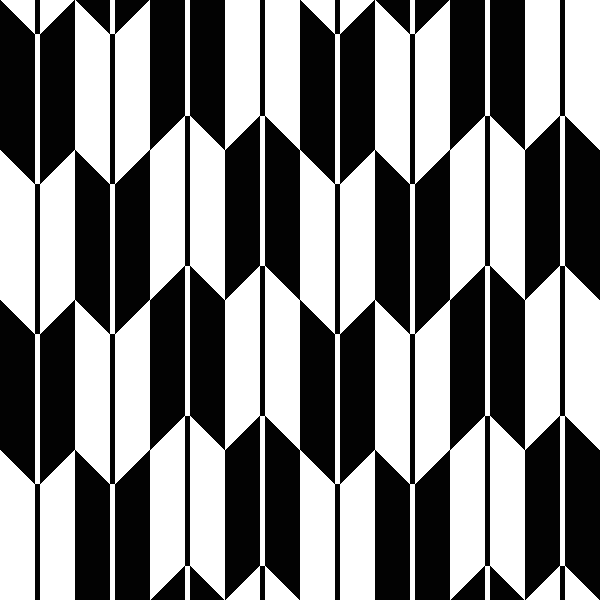
Орнамент ягасури

Обычно такой орнамент делался на ткани, окрашенной в технике касури, она же икат: нити, из которых ткётся материя, предварительно прокрашиваются участками, и в процессе тканья прокрашенные и непрокрашенные участки формируют узор, отличительной особенностью которого являются неровные, размытые края.
Ткани с узором ягасури относились к типу татэгасури (яп. 経糸, «осно́вные касури»), то есть такие, в которых для создания узора окрашивается только основа.
Случалось, впрочем, что узор ягасури наносился на уже готовую ткань с помощью окрашивания по шаблону (катадзомэ).
Сначала существовали касури с орнаментом из клеток, раскрашенных в шахматном порядке и разделённых вертикальными полосами.
Считается, что этот узор видоизменился в ягасури в конце периода Эдо.
Кимоно с таким узором носили женщины из самурайского класса, прислуживавшие родственницам сёгунов Токугава в Ооку.
Называлось подобное кимоно готэн-гасури (яп. 御殿絣, «дворцовое касури»), обычно было тёмно-синего или фиолетового цвета и шилось из шёлкового крепа.
По словам актёра кабуки Оноэ Байко VI, в Эдо кимоно с рисунком ягасури носила также женская прислуга в самурайских домах.
В Киото же, как указывал Китагава Морисада, автор своеобразной энциклопедии японских нравов того времени «Бессистемные записки Морисады» (яп. 守貞謾稿 Морисада манко:), вплоть до годов Тэмпо (1830—1844) ягасури носили зарегистрированные проститутки.
В период Мэйдзи генерал Ноги Марэсукэ, служивший директором школы Гакусюин, где учились дети японской аристократии, учредил форму для женского отделения школы.
Несмотря на то, что ученицы принадлежали к высшим слоям общества и могли бы носить на занятия дорогую одежду, Ноги распорядился, чтобы девочки одевались в дешёвые кимоно из очёсков шёлка (мэйсэн) и хакама.
Другие школы начали копировать форму Гакусюина, и вскоре женская школьная форма по всей области Канто стала включать фиолетовое кимоно с ягасури и коричневые хакама.
Такая форма была стандартом вплоть до середины 1920-х годов, пока не произошло её замещение на сэйлор-фуку (блузу с матросским воротником и юбку).

## Иллюстрации

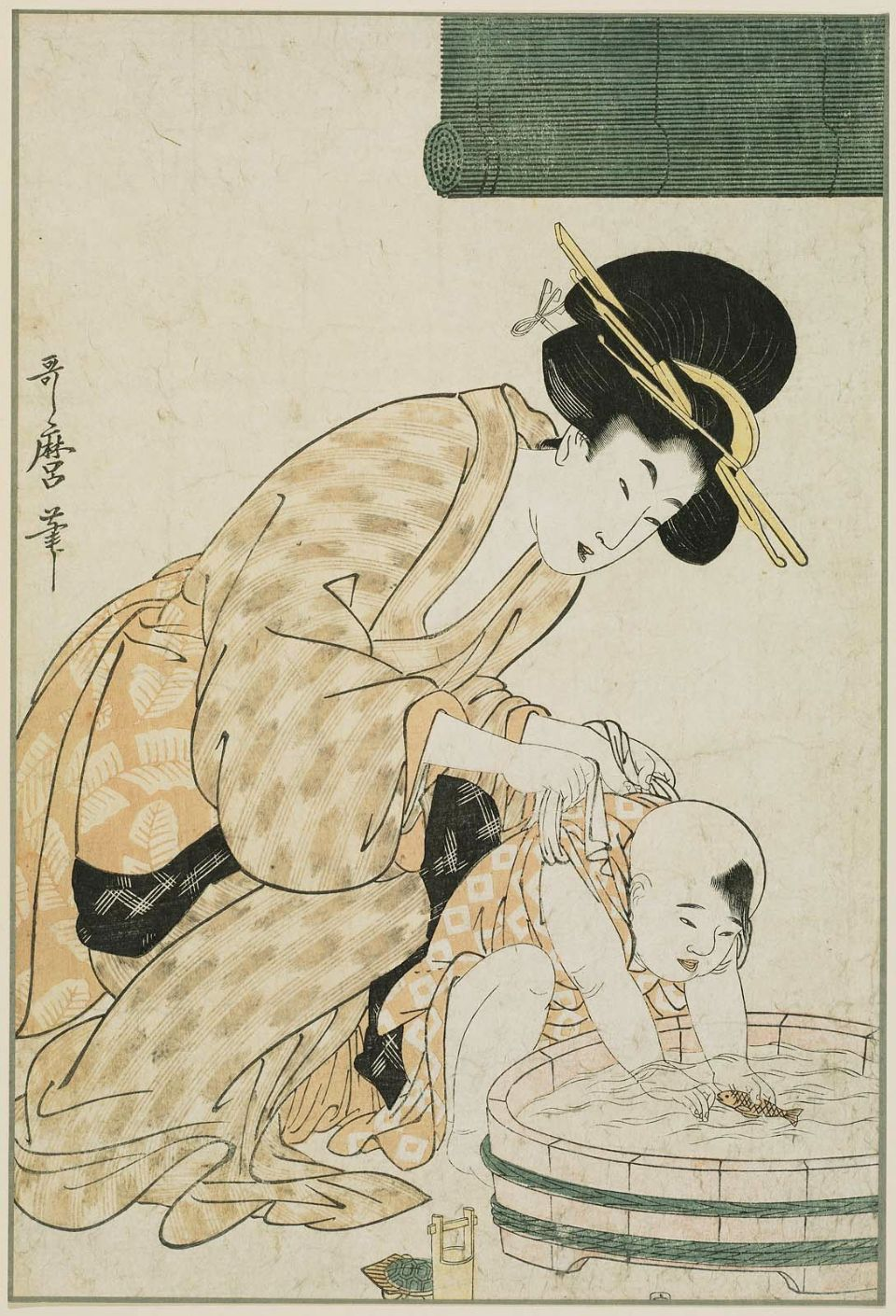
«Игры с водой», гравюра Китагавы Утамаро, около 1803 года. Мать одета в кимоно с орнаментом из клеток, раскрашенных в шахматном порядке и разделённых вертикальными полосами.
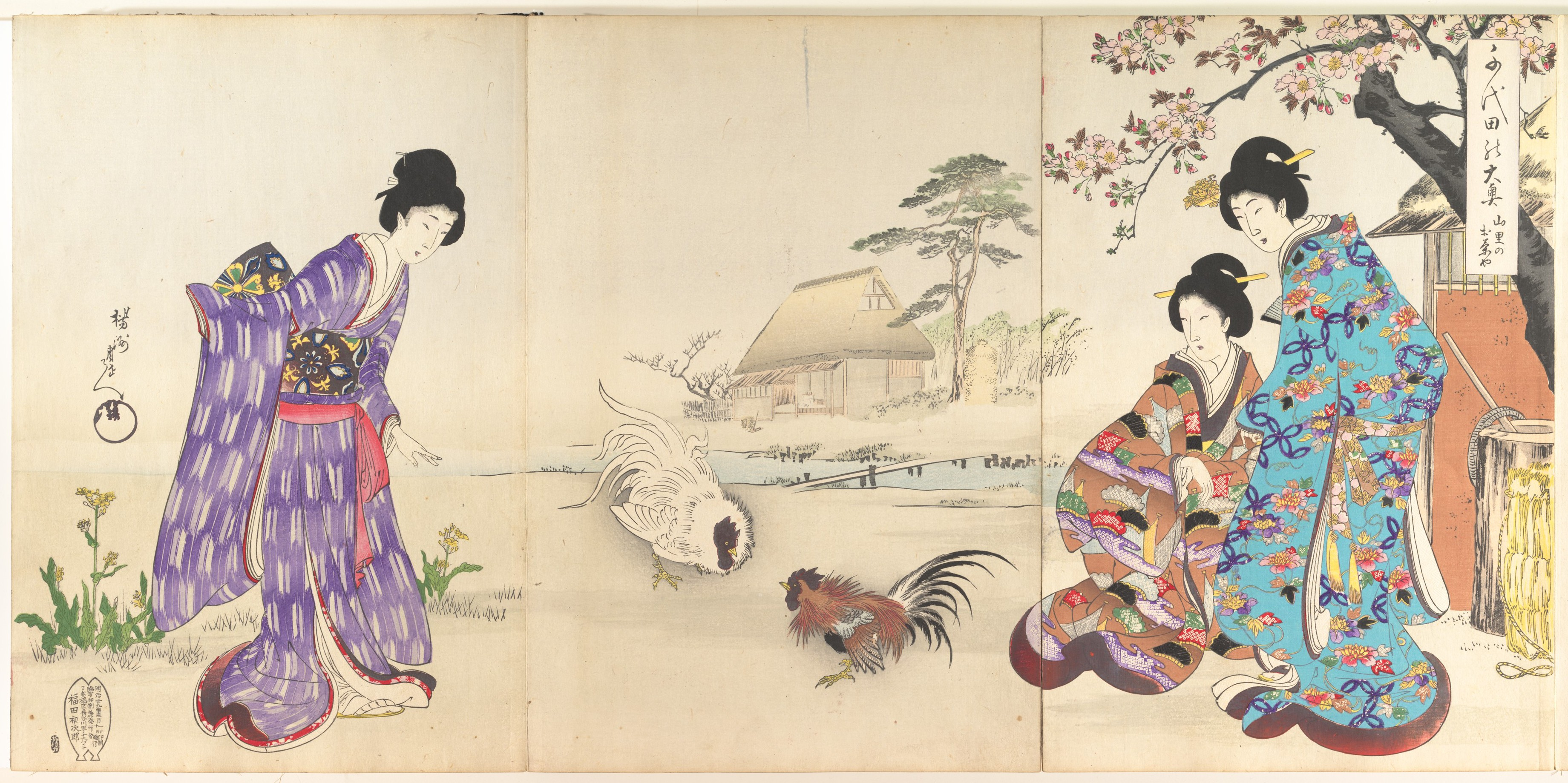
«Ооку — чайный домик в горах», гравюра Тоёхары Тиканобу, 1895 год. Слева служанка в фиолетовом кимоно с узором ягасури.
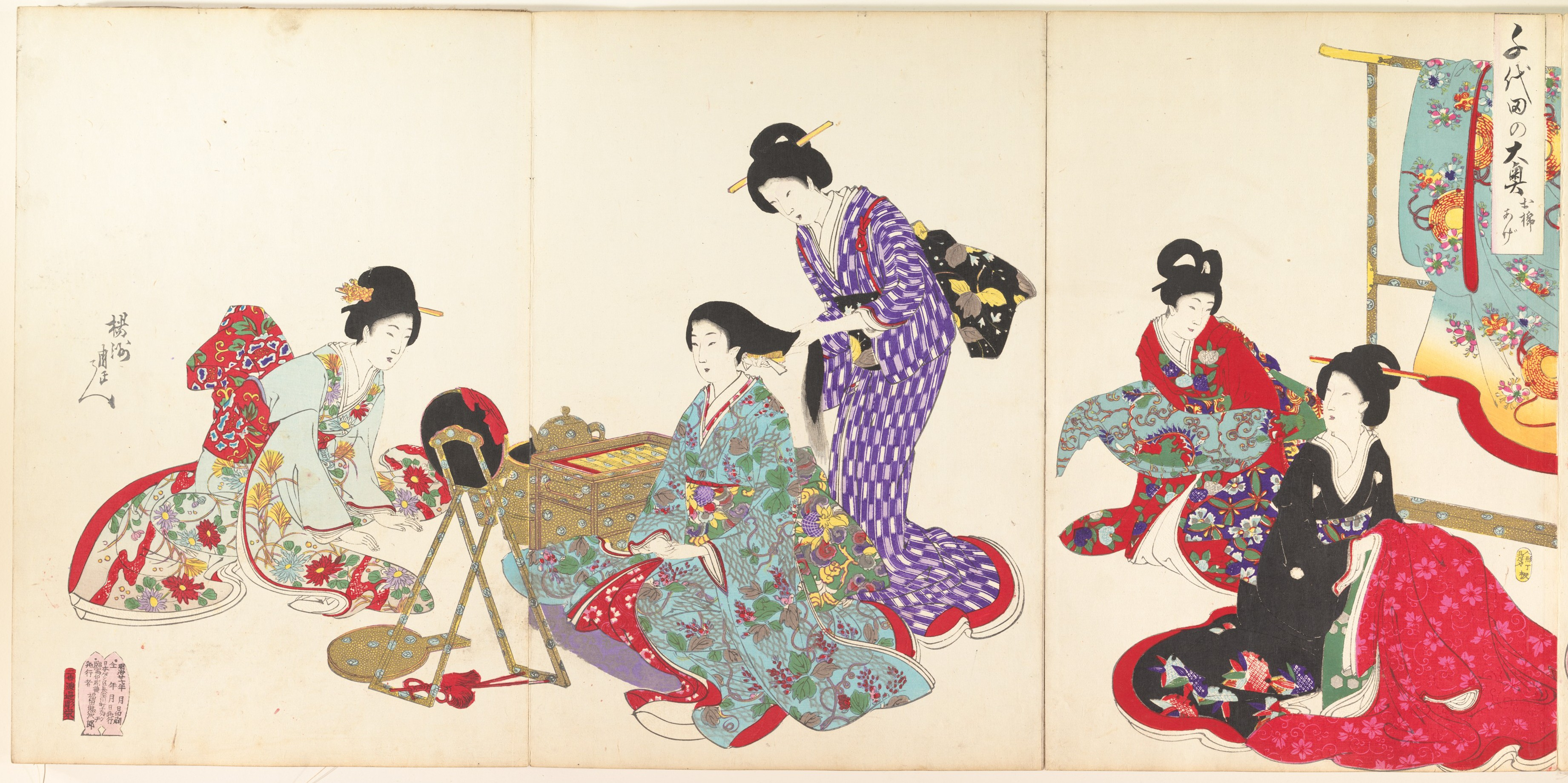
«Укладывание волос в Ооку», гравюра Тоёхары Тиканобу, 1896 год. В центре гравюры служанка в фиолетовом кимоно с рисунком из клеток и вертикальных полос расчёсывает волосы аристократке.
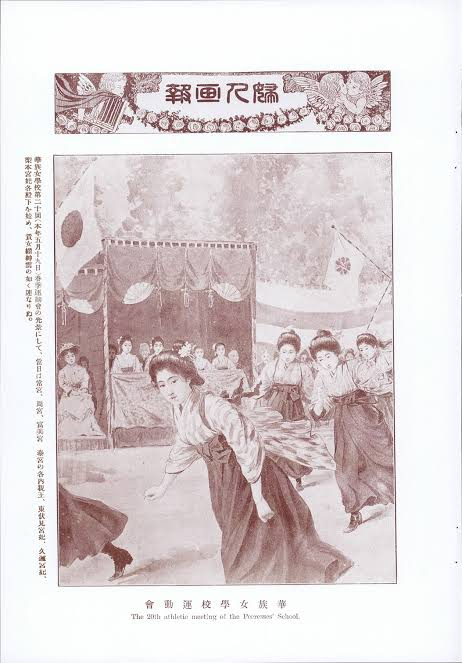
Спортивные соревнования учениц в Гакусюине. Иллюстрация к первому номеру «Женского иллюстрированного журнала»[англ.] (яп. 婦人画報 Фудзин гахо:), вышедшему в 1905 году. Бегущая девочка одета в кимоно с рисунком ягасури и хакама.
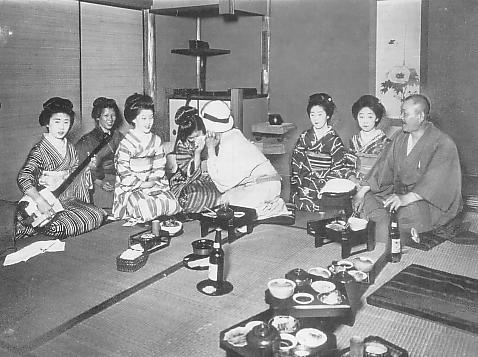
Гейши с клиентами, фотография эпохи Тайсё (1912—1926). На третьей слева женщине кимоно с орнаментом ягасури